# 1999-es futsal-Európa-bajnokság
Az 1999-es futsal-Európa-bajnokságot Spanyolországban, Granadában rendezték 1999. február 22. és február 28. között. Az Európa-bajnokságot Oroszország nyerte, miután a döntőben legyőzte a házigazda Spanyolország csapatát.

## Részt vevő csapatok
- Belgium
- Hollandia
- Horvátország
- Jugoszlávia
- Olaszország
- Oroszország
- Spanyolország (házigazda)
- Portugália

## Csoportkör

### A csoport
| Csapat        | M | Gy | D | V | RG | KG | GK | Pont |
| ------------- | - | -- | - | - | -- | -- | -- | ---- |
| Spanyolország | 3 | 3  | 0 | 0 | 11 | 3  | +8 | 9    |
| Hollandia     | 3 | 1  | 1 | 1 | 10 | 7  | +3 | 4    |
| Horvátország  | 3 | 1  | 0 | 2 | 8  | 14 | −6 | 3    |
| Jugoszlávia   | 3 | 0  | 1 | 2 | 5  | 10 | −5 | 1    |

| 1999. február 22. 16:00 CET | Horvátország                                      | 4 – 3               | Jugoszlávia                                     | Palacio de los Deportes, Granada Játékvezető: Martinus van den Bekerom (holland) |
| 1999. február 22. 16:00 CET | Martic 02'01' Jelovcic 25'04' 34'06' Eklic 26'05' | (1 – 2) Jegyzőkönyv | Vujovic 05'02' Cetkovic 07'03' Vignjevic 38'07' | Palacio de los Deportes, Granada Játékvezető: Martinus van den Bekerom (holland) |

| 1999. február 22. 20:30 CET | Spanyolország                                   | 3 – 1               | Hollandia            | Palacio de los Deportes, Granada Játékvezető: Evzen Amler (cseh) |
| 1999. február 22. 20:30 CET | Ferreira De Araujo 23'01' Lorente 34'03' 39'04' | (0 – 0) Jegyzőkönyv | Langenhuijsen 31'02' | Palacio de los Deportes, Granada Játékvezető: Evzen Amler (cseh) |

| 1999. február 23. 16:30 CET | Hollandia       | 1 – 1               | Jugoszlávia   | Palacio de los Deportes, Granada Játékvezető: Stefan Tivold (szlovén) |
| 1999. február 23. 16:30 CET | Lettinck 16'01' | (1 – 0) Jegyzőkönyv | Przulj 21'02' | Palacio de los Deportes, Granada Játékvezető: Stefan Tivold (szlovén) |

| 1999. február 23. 20:30 CET | Spanyolország                                  | 3 – 1               | Horvátország     | Palacio de los Deportes, Granada Játékvezető: Aleszej Szelikov (orosz) |
| 1999. február 23. 20:30 CET | Lorente 05'01' Joan 23'02' Herrero Amor 31'03' | (1 – 0) Jegyzőkönyv | Malvasija 35'04' | Palacio de los Deportes, Granada Játékvezető: Aleszej Szelikov (orosz) |

| 1999. február 25. 16:30 CET | Hollandia | 8 – 3               | Horvátország                                | Palacio de los Deportes, Granada Játékvezető: Aleszej Szelikov (orosz) |
| 1999. február 25. 16:30 CET | Zeelig 03'01' 32'08' Lettinck 05'02' Frankfort 07'04' Langenhuijsen 08'05' 14'07' Van Dijk 09'06' Grünholz 35'09' | (6 – 1) Jegyzőkönyv | Grdovic 06'03' Huskic 36'10' Tomičić 37'11' | Palacio de los Deportes, Granada Játékvezető: Aleszej Szelikov (orosz) |

| 1999. február 25. 20:30 CET | Jugoszlávia   | 1 – 5               | Spanyolország                                                       | Palacio de los Deportes, Granada Játékvezető: Evzen Amler (cseh) |
| 1999. február 25. 20:30 CET | Przulj 35'05' | (0 – 0) Jegyzőkönyv | Mena 24'01' Lorente 26'02' 29'03' Riquer Anton 32'04' Cobeta 37'06' | Palacio de los Deportes, Granada Játékvezető: Evzen Amler (cseh) |

### B csoport
| Csapat      | M | Gy | D | V | RG | KG | GK | Pont |
| ----------- | - | -- | - | - | -- | -- | -- | ---- |
| Oroszország | 3 | 2  | 1 | 0 | 11 | 5  | +6 | 7    |
| Olaszország | 3 | 1  | 2 | 0 | 8  | 6  | +2 | 5    |
| Portugália  | 3 | 0  | 2 | 1 | 4  | 6  | −2 | 2    |
| Belgium     | 3 | 0  | 1 | 2 | 1  | 7  | −6 | 1    |

| 1999. február 22. 14:00 CET | Belgium     | 0 – 0 | Portugália | Palacio de los Deportes, Granada Játékvezető: Stefan Tivold (szlovén) |
| 1999. február 22. 14:00 CET | Jegyzőkönyv |       |            | Palacio de los Deportes, Granada Játékvezető: Stefan Tivold (szlovén) |

| 1999. február 22. 18:00 CET | Oroszország                           | 3 – 3               | Olaszország                                 | Palacio de los Deportes, Granada Játékvezető: Vice Pavic (horvát) |
| 1999. február 22. 18:00 CET | Gorine 13'01' Jeremenko 19'02' 35'04' | (2 – 0) Jegyzőkönyv | Caleca 35'03' Quattrini 36'05' Rubei 39'06' | Palacio de los Deportes, Granada Játékvezető: Vice Pavic (horvát) |

| 1999. február 23. 14:30 CET | Olaszország                                   | 3 – 3               | Portugália                               | Palacio de los Deportes, Granada Játékvezető: Evzen Amler (cseh) |
| 1999. február 23. 14:30 CET | Veronesi 15'02' Rubei 25'03' Quattrini 32'05' | (1 – 1) Jegyzőkönyv | Bernardo 10'01' 26'04' André Lima 36'06' | Palacio de los Deportes, Granada Játékvezető: Evzen Amler (cseh) |

| 1999. február 23. 18:30 CET | Oroszország                                                           | 5 – 1               | Belgium        | Palacio de los Deportes, Granada Játékvezető: Vice Pavic (horvát) |
| 1999. február 23. 18:30 CET | Belij 17'01' Agafonov 28'03' Jeremenko 37'04' 40'06' Alekberov 37'05' | (1 – 0) Jegyzőkönyv | Gessner 26'02' | Palacio de los Deportes, Granada Játékvezető: Vice Pavic (horvát) |

| 1999. február 25. 14:30 CET | Portugália    | 1 – 3               | Oroszország                             | Palacio de los Deportes, Granada Játékvezető: Vice Pavic (horvát) |
| 1999. február 25. 14:30 CET | Zézito 30'04' | (0 – 2) Jegyzőkönyv | Jeremenko 09'01' 23'03' Tkatcsuk 12'02' | Palacio de los Deportes, Granada Játékvezető: Vice Pavic (horvát) |

| 1999. február 25. 18:30 CET | Olaszország              | 2 – 0               | Belgium | Palacio de los Deportes, Granada Játékvezető: Stefan Tivold (szlovén) |
| 1999. február 25. 18:30 CET | Rubei 13'01' Roma 37'02' | (1 – 0) Jegyzőkönyv |         | Palacio de los Deportes, Granada Játékvezető: Stefan Tivold (szlovén) |

## Elődöntő
| 1999. február 26. 18:30 CET | Oroszország                                                                                                   | 9 – 6               | Hollandia                                                        | Palacio de los Deportes, Granada Játékvezető: Stefan Tivold (szlovén) |
| 1999. február 26. 18:30 CET | Gorine 02'01' Jeremenko 05'02' 36'11' 36'12' 39'14' Markin 15'03' 22'07' Alekberov 21'06' Verizsnyikov 26'08' | (3 – 2) Jegyzőkönyv | Grünholz 16'04' 34'10' Langenhuijsen 17'05' 32'09' 38'13' 40'15' | Palacio de los Deportes, Granada Játékvezető: Stefan Tivold (szlovén) |

| 1999. február 26. 20:30 CET | Spanyolország                                | 3 – 1               | Olaszország    | Palacio de los Deportes, Granada Játékvezető: Evzen Amler (cseh) |
| 1999. február 26. 20:30 CET | Joan 03'01' 26'04' Ferreira De Araujo 05'02' | (2 – 0) Jegyzőkönyv | Franzoi 22'03' | Palacio de los Deportes, Granada Játékvezető: Evzen Amler (cseh) |

### A 3. helyért
| 1999. február 28. 11:00 CET | Hollandia | 0 – 3               | Olaszország                            | Palacio de los Deportes, Granada Játékvezető: Pedro Ángel Galán Nieto (spanyol) |
| 1999. február 28. 11:00 CET |           | (0 – 1) Jegyzőkönyv | Caleca 13'01' Roma 20'02' Rubei 36'03' | Palacio de los Deportes, Granada Játékvezető: Pedro Ángel Galán Nieto (spanyol) |

## Döntő
| 1999. február 26. 13:00 CET |

| Oroszország                                    | 3–3 (h. u.)                 | Spanyolország                             |
| ---------------------------------------------- | --------------------------- | ----------------------------------------- |
| Belij 27'02' Alekberov 33'03' Jeremenko 34'05' | (0–1, 3–3, 3–3) Jegyzőkönyv | Lorente 08'01' 35'06' Javi Sánchez 34'04' |
| Büntetőpárbaj                                  |                             |                                           |
| Gorine Verizsnyikov Alekberov Jeremenko        | 4–2                         | Ferreira De Araujo Mena                   |

| Palacio de los Deportes, Granada Játékvezető: Martinus van den Bekerom (holland) |

| Az 1999-es futsal-Európa-bajnokság győztese |
| ------------------------------------------- |
| OROSZORSZÁG 1. cím                          |

## Végeredmény
| Helyezés | Nemzet        | M | Gy | D | V | G+ | G– | Gk  | P  |
| -------- | ------------- | - | -- | - | - | -- | -- | --- | -- |
| Arany    | Oroszország   | 5 | 4  | 1 | 0 | 23 | 14 | +9  | 13 |
| Ezüst    | Spanyolország | 5 | 4  | 0 | 1 | 17 | 7  | +10 | 12 |
| Bronz    | Olaszország   | 5 | 2  | 2 | 1 | 12 | 9  | +3  | 8  |
| 4.       | Hollandia     | 5 | 1  | 1 | 3 | 16 | 19 | –3  | 4  |
|          |               |   |    |   |   |    |    |     |    |
| 5.       | Horvátország  | 3 | 1  | 0 | 2 | 8  | 14 | –6  | 3  |
| 6.       | Portugália    | 3 | 0  | 2 | 1 | 4  | 6  | –2  | 2  |
| 7.       | Jugoszlávia   | 3 | 0  | 1 | 2 | 5  | 10 | –5  | 1  |
| 8.       | Belgium       | 3 | 0  | 1 | 2 | 1  | 7  | –6  | 1  |